# Trowbridge Park
Trowbridge Park é uma Região censo-designada localizada no estado americano de Michigan, no Condado de Marquette.

## Demografia
Segundo o censo americano de 2000, a sua população era de 2012 habitantes.

## Geografia
De acordo com o United States Census Bureau tem uma área de
3,6 km², dos quais 3,6 km² cobertos por terra e 0,0 km² cobertos por água.

## Localidades na vizinhança
O diagrama seguinte representa as localidades num raio de 20 km ao redor de Trowbridge Park.